# Melina León
|  | Per a altres significats, vegeu «Melina León (directora)». |

Yamillette Aponte Yunqué (n. Río Piedras, 12 de juliol de 1973), més coneguda pel seu nom artístic Melina León, és una cantautora, músic i actriu porto-riqueny-estatunidenca de música tropical com la salsa i el merengue. També ha cantat balades romàntiques i boleros. En 2010 es dona a conèixer com a compositora, en el nou disc Dos caras.
El dijous 2 d'abril de 2015 Melina Leon va anar a l'illa de Culebra per passar les vacances de Pasqua. Mentre anaven cap a l'illa de Culebra (un atol davant de Culebra), un vaixell en què ella, la seva família i els seus amics havien pujat va explotar, ferint un amic. Leon va resultar il·lèsa de l'accident.

## Discografia
- Mujeres Liberadas (1997)
- Con Los Pies Sobre La Tierra (1998)
- Baño De Luna (2000)
- Corazón De Mujer (2001)
- Romántica & Sensual (2003)
- Melina León (2004)
- Melina León & Los TríO: Serenata En San Juan (2006)
- Vas A Pagar & Sus Éxitos (2007)
- No Seas Cobarde... (2009)
- Dos Caras (2010)
- Veneno - Single (2011)
- Tu Mejor Alumna - Single (2013)
- Entre La Tierra Y El Cielo - Single (2014)
- Corre - Single (2015)
- Lo Aprendí De Ti - Single (2017)
- Dicen Que Yo Soy Mala - Single (2017)
- Predecible - Single (2021)
- Aprendí (2025)